# Gal Glivar
Gal Glivar (Novo mesto, 1º maggio 2002) è un ciclista su strada e pistard sloveno che corre per il team Alpecin-Deceuninck.

## Palmarès

### Strada
- 2019 (Juniores, una vittoria)

Campionati sloveni, Prova a cronometro Junior
- 2020 (Juniores, una vittoria)

Campionati sloveni, Prova a cronometro Junior
- 2023 (Adria Mobil, quattro vittorie)

3ª tappa Carpathian Couriers Race (Stará Ľubovňa > Stará Ľubovňa)
5ª tappa Carpathian Couriers Race (Iwonicz-Zdrój > Rymanów-Zdrój)
Classifica generale Carpathian Couriers Race
Classifica generale Orlen Nations Grand Prix
- 2024 (UAE Team Emirates Gen Z, quattro vittorie)

3ª tappa Tour of Sharjah (Old Sharjah Corniche > Old Sharjah Corniche)
Classifica generale Tour of Sharjah
Giro del Belvedere
Campionati sloveni, Prova a cronometro Under-23

#### Altri successi
- 2023 (Adria Mobil)

Classifica a punti Carpathian Couriers Race
- 2024 (UAE Team Emirates Gen Z)

Classifica giovani Tour of Sharjah

### Pista
- 2021

Campionati sloveni, Inseguimento a squadre (con David Per, Boštjan Murn e Kristjan Hočevar)

## Piazzamenti

### Classiche monumento
- Liegi-Bastogne-Liegi

2025: 126º

### Competizioni mondiali
- Campionati del mondo

Yorkshire 2019 - Cronometro Junior: 37º
Yorkshire 2019 - In linea Junior: ritirato
Glasgow 2023 - In linea Under-23: 44º
Zurigo 2024 - In linea Under-23: 45º

### Competizioni europee
- Campionati europei

Alkmaar 2019 - Cronometro Junior: 41º
Alkmaar 2019 - In linea Junior: 47º
Plouay 2020 - Cronometro Junior: 23º
Plouay 2020 - In linea Junior: 18º
Trento 2021 - In linea Under-23: 11º
Anadia 2022 - In linea Under-23: 30º
Drenthe 2023 - In linea Under-23: 23º
Limburgo 2024 - In linea Under-23: 29º